# Урі Мальміліан
Урі Мальміліан (івр. אורי מלמיליאן, нар. 24 квітня 1957, Єрусалим) — ізраїльський футболіст, що грав на позиції півзахисника. По завершенні ігрової кар'єри — тренер. Найбільш відомий за виступами в клубі «Бейтар» з Єрусалима, за який зіграв понад 400 матчів, та став у його складі чемпіоном Ізраїлю та п'ятиразовим володарем Кубка Ізраїлю, грав також у складі клубів «Маккабі» (Тель-Авів) та «Хапоель» (Беер-Шева), а також у складі національної збірної Ізраїлю. Найкращий футболіст Ізраїлю 1976 та 1987 років.

## Клубна кар'єра
Урі Мальміліан народився в Єрусалимі. У дорослому футболі дебютував вже в 16 років у 1973 році виступами у складі команди з рідного міста «Бейтар». У складі команди провів шістнадцять сезонів, взявши участь у 423 матчах чемпіонату, був одним із основним гравців середньої лінії команди, та одним із кращих її бомбардирів, відзначившись 140 забитими м'ячами в чемпіонаті країни. У сезоні 1986—1987 років Урі Мальміліан став у складі «Бейтара» чемпіоном Ізраїлю. Також у сезонах 1975—1976, 1978—1979, 1984—1985, 1985—1986 та 1988—1989 Мальміліан ставав у складі команди володарем Кубка Ізраїлю. У 1976 та 1987 роках визнавався кращим футболістом Ізраїлю.
У 1989 році Урі Мальміліан став гравцем клубу «Маккабі» з Тель-Авіва. У складі «Маккабі» футболіст грав протягом наступних трьох сезонів. В останній рік виступів у тель-авівській команді Мальміліан здобув ще один титул чемпіона Ізраїлю.
Протягом 1992—1993 років Урі Мальміліан нетривалий час грав у складі команд клубу «Хапоель» (Беер-Шева) та «Хапоель» (Кфар-Сава), після чого завершив виступи на футбольних полях.

## Виступи за збірну
1975 року дебютував у складі національної збірної Ізраїлю. Загалом протягом кар'єри у національній команді, яка тривала до 1990 року, провів у її формі 56 матчів, забивши 16 голів.

## Кар'єра тренера
У 1995 році, невдовзі після закінчення виступів на футбольних полях, Урі Мальміліан очолив тренерський штаб клубу «Хапоель» з Єрусалима, який вивів до вищого ізраїльського дивізіону. Надалі протягом 1998—2002 років Мальміліан очолював клуб «Маккабі» (Нетанья).
У 2003 році Урі Мальміліан очолив команду «Хакоах», яку вивів до вищого дивізіону Ізраїлю, працював у команді до 2007 року. У сезоні 2007—2008 років Мальміліан працював головним тренером клубу «Хапоель» (Петах-Тіква), з яким здобув Кубок Тото для другого ізраїльського дивізіону. У наступному сезоні колишній футболіст працював головним тренером клубу «Хапоель» (Ашкелон), який вивів до найвищого ізраїльського дивізіону.
У 2010 році Урі Мальміліан очолив клуб єрусалимський «Бейтар», в якому провів більшу частину своєї кар'єри гравця, очолював єрусалимський клуб до 2011 року.

## Титули і досягнення
- Чемпіон Ізраїлю (2):

«Бейтар» (Єрусалим): 1986–1987
«Маккабі» (Тель-Авів): 1991–1992
- Володар Кубка Ізраїлю (5):

«Бейтар» (Єрусалим): 1975—1976, 1978—1979, 1984—1985, 1985—1986, 1988—1989
- Володар Суперкубка Ізраїлю (2):

«Бейтар» (Єрусалим): 1976, 1986
- Найкращий футболіст Ізраїлю: 1976, 1987